# 하덕규
하덕규(1958년 7월 21일 ~ )는 대한민국의 싱어송라이터, 개신교(침례회) 목사이다. 시인과 촌장으로 활동하였다. 대표곡으로 〈재회〉(남궁옥분 노래), 〈숲〉(양희은 노래),, 〈꽃을 주고 간 사랑〉, 〈한계령〉, 〈자유〉 등이 있다. 백석예술대학교 교수이다.

## 학력
- 추계예술대학교 회화과 학사 중퇴입니다 수정 부탁드립니다